# Jemima West
Jemima West (ur. 11 sierpnia 1987) – brytyjsko-francuska aktorka znana z roli Isabelle Lighwood w Dary anioła: Miasto kości.

## Dzieciństwo
Jej ojciec jest z zawodu księgowym, a matka tłumaczem. Gdy Jemima miała pięć lat przeprowadzili się do Paryża. Uczęszczała do szkoły Université Paris Sorbonne i ukończyła tam naukę na wydziale historii sztuki. Wieczorowo uczyła się aktorstwa. Jest dwujęzyczna. Mówi, że całkowicie czuje się Angielką i łatwiej pracuje jej się w języku ojczystym, jednak to Paryż jest jej domem.

## Kariera
Jamima zadebiutowała w wieku 12 lat w filmie Joanny d’Arc w reżyserii Luca Bessona. Później wystąpiła w krótkim filmie I'm an actrice, a także w Król Wilhelm u boku Florence Foresti. Następnie można było ją zobaczyć w serialu Ben et Thomas, Maison close, w filmie Jutro wychodzę za mąż, La Morte Amoureuse, JC comme Jésus-Christ, Paradis criminel i Linhas de Wellington
W 2013 wystąpiła w filmie Dary anioła: Miasto kości, filmowej adaptacji bestsellerowej książki Dary anioła, grając Isabelle Lighwood, co przyniosło jej największą popularność. Zagrała u boku między innymi: Jamiego Campbell Bowera, Lily Collins i Roberta Sheehana.
Potem wystąpiła w serialu Indian Summers i filmie Porwanie Heinekena.